# Leopold Freund
Leopold Freund (* 5. April 1868 in Miskowitz, heute Miscovice/Okres Kutná Hora, bei Prag. Österreich-Ungarn; † 7. Januar 1943 in Brüssel) war ein österreichischer Radiologe.

## Leben und Wirken
Leopold Freund studierte in Wien Medizin, wurde dort 1895 promoviert. 1904 habilitierte er sich für medizinische Radiologie und wurde 1914 an der Universität Wien Titularprofessor für dieses Fach. Freund gilt als Begründer der Medizinischen Radiologie und Röntgentherapie.
Mit der Entdeckung der Röntgenstrahlen durch Wilhelm Conrad Röntgen im Jahr 1895 sowie im folgenden Jahr der Entdeckung der Radioaktivität durch Antoine Henri Becquerel und der erstmaligen therapeutischen Anwendung beim Patienten (zur Behandlung von Hautkrankheiten 1896) durch Leopold Freund in Wien wurde die Basis für die Strahlentherapie geschaffen.
Leopold Freund veröffentlichte darüber hinaus grundlegende Arbeiten auch über Lichtbehandlung von Berufskrankheiten und die Verwendung von Röntgenstrahlen zur Prüfung von Baumaterial.
Freund, der Jude war, emigrierte 1938 nach der Annexion Österreichs nach Belgien.

## Schriften
- Ein mit Röntgen-Strahlen behandelter Fall von Naevus pigmentosus piliferus. In: Wiener Medizinische Wochenschrift, Jahrgang 1897, S. 428–434 (online bei ANNO). Mit diesem Beitrag begründet Freund die Strahlentherapie als neues wissenschaftliches Fachgebiet.
- Die Berufskrankheiten und ihre Verhütung mit besonderer Berücksichtigung der graphischen Gewerbe. Halle 1901.
- Grundriß der gesamten Radiotherapie für praktische Ärzte, das erste ausschließlich der Strahlentherapie gewidmete Lehrbuch der Welt. Urban & Schwarzenberg, Berlin und Wien 1903.
- Die elektrische Funkenbehandlung der Karzinome. Stuttgart 1908.